# Hauxton
Hauxton – wieś i civil parish w Anglii, w Cambridgeshire, w dystrykcie South Cambridgeshire. W 2011 civil parish liczyła 673 mieszkańców. Hauxton jest wspomniana w Domesday Book (1086) jako Hauochestone/Hauochestun.